# Comitè Olímpic Uruguaià
El Comitè Olímpic Uruguaià (COU) és l'entitat que atén al país tot el relacionat amb l'aplicació dels principis que conformen la Carta Olímpica, conjunt de normes i reglamentacions del Comitè Olímpic Internacional (COI) que regeixen al Moviment Olímpic al món, i també en la seva relació amb l'Organització Esportiva Panamericana (ODEPA), l'Associació de Comitès Olímpics Nacionals (ACNO) i l'Organització Esportiva Sud-americana (ODESUR).
Va ser fundat el 27 d'octubre de 1923, i és una entitat civil sense finalitats de lucre, desvinculada per normes estatutàries de tot tipus d'influència econòmica, política, religiosa i racial.
El seu president des de 1987 és Julio César Maglione, recentment reelegit fins a 2016.